# Hofanlage Hüttenbuscher Straße 1
Die Hofanlage Hüttenbuscher Straße 1 an einem Stichweg in der niedersächsischen Gemeinde Worpswede, Ortsteil Hüttenbusch, stammt aus der ersten Hälfte des 19. Jahrhunderts. Aktuell (2025) werden die Gebäude zum Wohnen und evtl. noch landwirtschaftlich genutzt.
Die Gebäude stehen unter Denkmalschutz (siehe auch Liste der Baudenkmale in Worpswede).

## Geschichte und Beschreibung
Worpswede im Teufelsmoor wurde 1218 erstmals als Besitz des Klosters Osterholz erwähnt. Hüttenbusch-Vieh (Vieh=Wasserstelle) wurde bereits 1581 im Rahmen der Moorkolonisierung des Teufelsmoores erwähnt.
Die Hofanlage auf großem Grundstück besteht u. a. aus
- dem eingeschossigen giebelständigen Wohn- und Wirtschaftsgebäude als Zweiständer-Hallenhaus in Fachwerk mit Steinausfachungen, mit reetgedecktem Krüppelwalmdach, mit Uhlenloch und Grooter Door mit Korbbogen,[2]
- der giebelständigen eingeschossigen langen Scheune in Fachwerk mit Steinausfachungen, ziegelgedecktem Walmdach und zwei Querdurchfahrten[3]
- und dem traufständigen kleinen Stall in Fachwerk mit ziegelgedecktem Satteldach.

Das Landesdenkmalamt befand u. a.: „… ortsgeschichtlicher, gebäudetypischer, straßen-, orts- und hofbildprägender Zeugniswert …“